# Guangzhou Open 2023
Guangzhou Open 2023  (cunoscut și sub numele de Galaxy Holding Group Guangzhou Open din motive de sponsorizare) a fost un turneu profesionist de tenis feminin care s-a jucat pe terenuri dure în aer liber. A fost cea de-a 17-a ediție a Guangzhou Open (prima din 2019) și a făcut parte din turneele WTA 250 din circuitul WTA 2023. A avut loc la Nansha International Tennis Center din Guangzhou, China, în perioada 18–23 septembrie 2023.

## Campioni

### Simplu
Pentru mai multe informații consultați Guangzhou Open 2023 – Simplu

### Dublu
Pentru mai multe informații consultați Guangzhou Open 2023 – Dublu

## Distribuția punctelor
| Probă  | C   | F   | SF  | QF | R16 | R32 | Q   | Q2  | Q1  |
| Simplu | 280 | 180 | 110 | 60 | 30  | 1   | 18  | 12  | 1   |
| Dublu  | 280 | 180 | 110 | 60 | 1   | N/A | N/A | N/A | N/A |